# Маленко Олександр Андрійович
Олекса́ндр Андрі́йович Мале́нко (16 березня 1984, м. Кривий Ріг, Дніпропетровська область, Українська РСР — 24 березня 2017, с. Новозванівка, Попаснянський район, Луганська область, Україна) — солдат Збройних сил України, учасник російсько-української війни.

## Біографія
Народився 1984 року в місті Кривий Ріг. Мешкав у Покровському районі міста, з 1991 по 1999 рік навчався у Криворізькій загальноосвітній школі № 86. Закінчив криворізьке профтехучилище № 29 (нині — Криворізький професійний гірничо-електромеханічний ліцей) за фахом зварювальника. Працював на Центральному гірничо-збагачувальному комбінаті, а згодом — в охороні Комунального підприємства «Швидкісний трамвай».
Під час російської збройної агресії проти України вступив на військову службу за контрактом.
Солдат, стрілець-помічник гранатометника механізованого відділення механізованого взводу 1-ї механізованої роти 1-го механізованого батальйону «Хижак» 17-ї окремої танкової бригади, в/ч А3283, м. Кривий Ріг.
Виконував завдання на території проведення антитерористичній операції на сході України.
24 березня 2017 року загинув від мінно-вибухової травми, вогнепального уламкового проникаючого поранення, в результаті обстрілу з гранатометів різних систем та мінометів калібру 82 мм, поблизу сіл Троїцьке та Новозванівка Попаснянського району Луганської області. Побратими винесли пораненого солдата з бойової позиції, але чисельні уламкові поранення були несумісні з життям.
Похований 28 березня на Алеї слави Центрального кладовища Кривого Рогу.
Залишилась мати, нещодавно вона втратила чоловіка і старшого сина.

## Нагороди
- Указом Президента України № 138/2017 від 22 травня 2017 року, за особисту мужність, виявлену у захисті державного суверенітету та територіальної цілісності України, самовіддане виконання військового обов'язку, нагороджений орденом «За мужність» III ступеня (посмертно)[3].
- Нагороджений відзнакою Криворізької міської ради нагрудним знаком «За заслуги перед містом» III ступеню (посмертно).

## Вшанування пам'яті
19 вересня 2017 року на фасаді Криворізької ЗОШ I-III ступенів № 86 відкрили меморіальну дошку на честь полеглого на війні учня Олександра Маленка.